# 阿凡納謝沃文化
阿凡納謝沃文化（Afanasievo culture）大約是在公元前3500年至公元前2500年，時間上從紅銅時代晚期到青銅器時代早期。
相關的文物是在西伯利亞中部偏南，葉尼塞河附近的米努辛斯克盆地（今博格勒区）被挖掘出的，但此文化的範圍其實相當廣大，遍及蒙古西部，新疆北部，以及哈薩克的東部和中部，甚至可能擴展到塔吉克和鹹海地區。
在生產方式上似乎已經進入半游牧的狀態，牛、馬和羊科動物等皆有被飼養的紀錄，同時，他們也依然會獵捕些野生動物。
另外，這種文化最著名的特色之一就是埋葬方式，多半會將死者以仰臥的姿勢，安葬在圓錐或長方形的墳墓中，這与颜那亚文化的墓葬方式有些類似。也已发现金屬物和輪式車輛。
阿凡納謝沃文化被認為與原始印歐人的擴張有關，考古遺址的基因遺傳上與颜那亚文化有密切的關係，颜那亚文化是現代歐洲人的主要基因來源之一。

## 外部參考來源
- H. P. Francfort, The Archeology of Protohistoric Central Asia and the Problems of Identifying Indo-European and Uralic-Speaking populations (review)
- Kozshin, P, "O psaliach is afanasievskih mogil", Sovetskaya Archeologiya 4, 189–93 (1970)
- Einführung in die Ethnologie Zentralasiens Marion Linska, Andrea Handl, Gabriele Rasuly-Paleczek (2003) (.doc version)
- Mallory, J. P. (1997), "Afanasevo Culture", Encyclopedia of Indo-European Culture, Fitzroy Dearborn .
- Mallory, J. P.; Mair, Victor H. (2000), The Tarim Mummies: Ancient China and the Mystery of the Earliest Peoples from the West, London: Thames & Hudson .